# المجلس المحلي للكنيسة الروسية الأرثوذكسية 1917–18

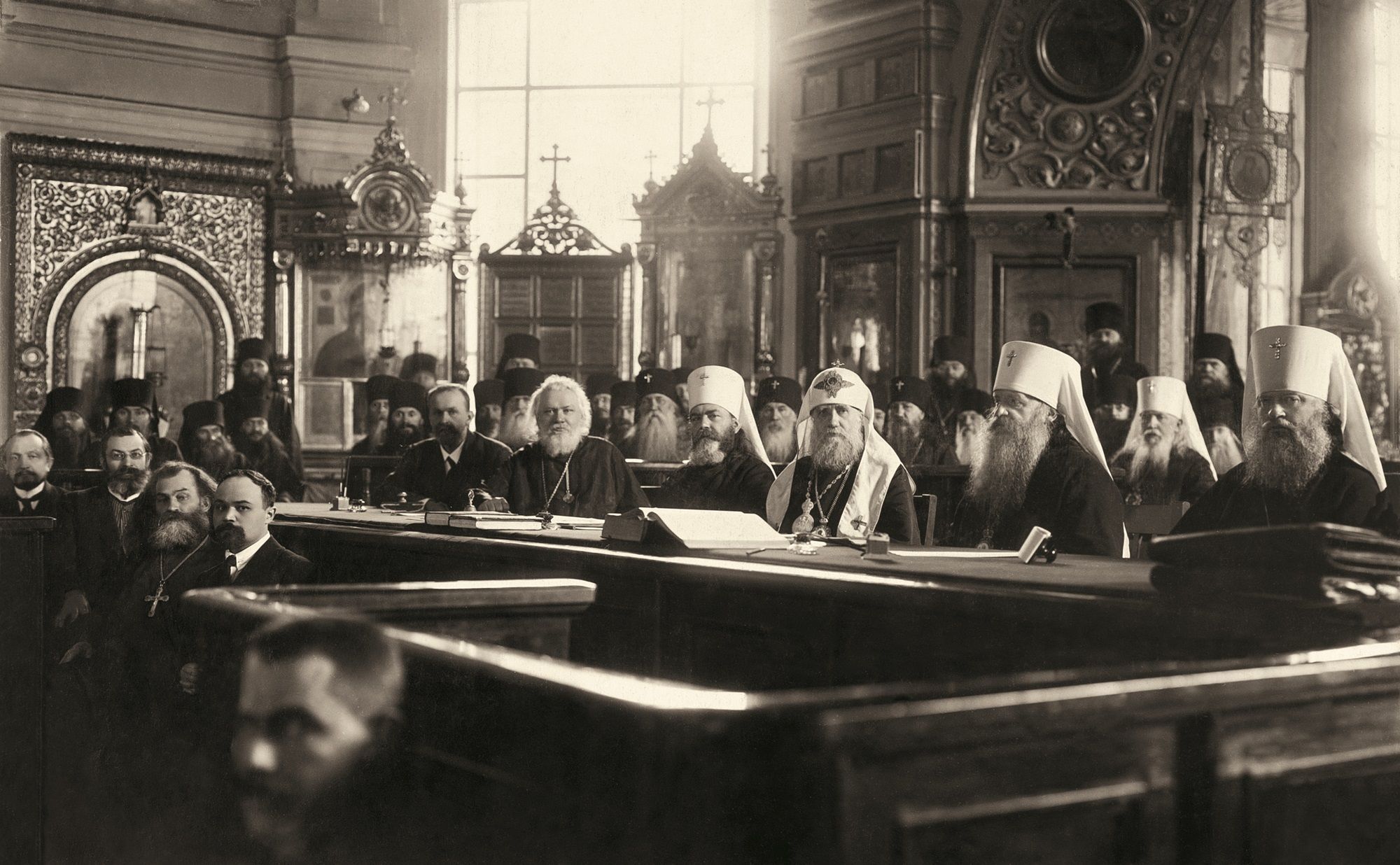
جلسة المجلس المحلي 1917-1918

المجلس المحلي للكنيسة الروسية الأرثوذكسية 1917–18 (بالروسية: Поместный собор Православной российской церкви)‏، هو أول مجلس محلي للكنيسة الروسية الأرثوذكسية منذ نهاية القرن السابع عشر. تم افتتاحه في 15 أغسطس 1917 في كاتدرائية الصعود في كرملين موسكو. كان أهم قرار لها هو استعادة البطريركية في الكنيسة الروسية، وبالتالي إنهاء فترة 300 عام من حكم الإمبراطور للكنيسة الروسية مباشرةً من خلال المجمع المقدس نتيجةً للإصلاحات الكنسية لبطرس الأكبر.

## الخلفية ونظرة عامة
عُقدت جلسات المجلس من أغسطس 1917 حتى منتصف سبتمبر 1918، وخاصةً في دار أبرشية موسكو في لينكوف لين في موسكو. تزامن المجلس مع أحداث مهمة في التاريخ الروسي مثل استمرار الحرب مع ألمانيا، وقضية كورنيلوف في أغسطس 1917، وإعلان الجمهورية في روسيا (1 سبتمبر 1917)، وسقوط الحكومة المؤقتة و‌الثورة البلشفية، فض الجمعية التأسيسية، ونشر المرسوم الخاص بالفصل بين الكنيسة والدولة وبداية الحرب الأهلية. صرحت الكاتدرائية بهذا البيان رداً على بعض هذه الأحداث. البلاشفة، الذين أدان المجلس (أو البطريرك شخصياً) أفعالهم وشرعتهم، لم يضعوا عقبات مباشرة في عقد جلسات المجلس.
افتتح المجلس، الذي بدأ التحضير له في أوائل القرن العشرين، عندما سادت المشاعر المناهضة للملكية في كل من المجتمع والكنيسة. يتألف المجلس من 564 عضوًا، منهم 227 من الأساقفة ورجال الدين، و 299 من العلمانيين. وحضره رئيس الحكومة المؤقتة ألكسندر كيرينسكي ووزير الداخلية أفكسينتييف وممثلو الصحافة والسلك الدبلوماسي.

## استعادة النظام البطريركي

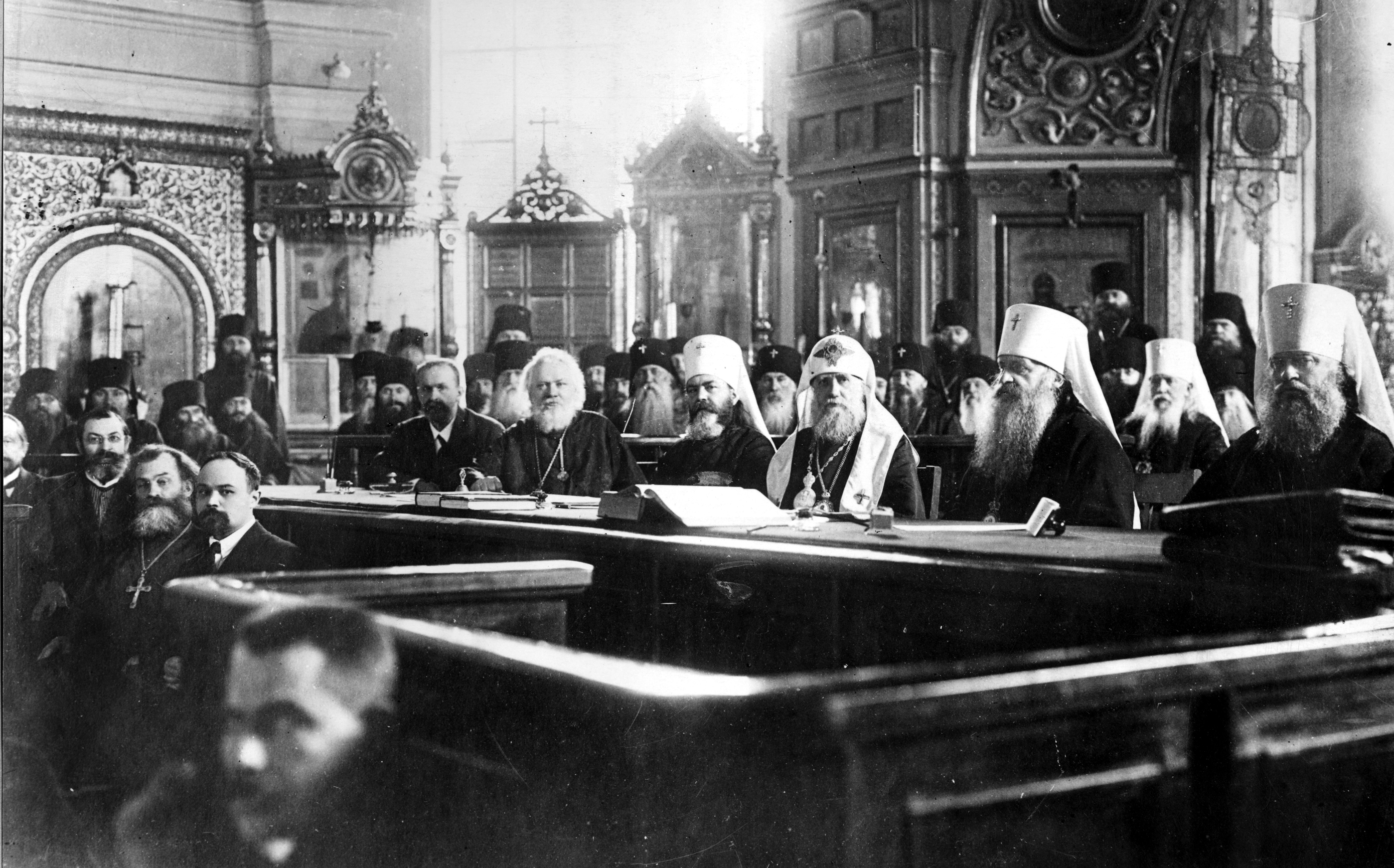
أعلى سلطة في الكنيسة الأرثوذكسية الروسية في عام 1917، بعد انتخاب القديس تيكون بطريركًا

الجلسة الأولى للمجلس التي استمرت من 15 أغسطس إلى 9 ديسمبر 1917، خُصصت لإعادة تنظيم الإدارة العليا للكنيسة: إعادة البطريركية، انتخاب البطريرك، تحديد حقوقه وواجباته، تأسيس الكاتدرائية السلطات للعمل جنباً إلى جنب مع إدارة البطريرك لشؤون الكنيسة، فضلاً عن مناقشة الوضع القانوني للكنيسة الأرثوذكسية في روسيا.
لم يكن الجدل حول استعادة البطريركية نتيجة مفروضة في البداية: أشار معارضو البطريركية إلى الخطر المتمثل في أنها يمكن أن تصوغ بداية الكنيسة المجمعية في الحياة، بل وتؤدي إلى الحكم المطلق في الكنيسة؛ يعتقد البروفيسور نيكولاي كوزنتسوف أن هناك خطراً حقيقياً من أن المجمع المقدس، بصفته سلطة تنفيذية تعمل في الفترة ما بين المجالس، قد يتحول إلى هيئة استشارية بسيطة تحت إشراف البطريرك، وهذا سيكون أيضاً انتقاصاً لحقوق الأساقفة - أعضاء المجمع. لكن القضية أصبحت ملحة بعد أن استولى البلاشفة على السلطة في سانت بطرسبرغ في 25 أكتوبر. وبعد ثلاثة أيام، تم تعليق المناظرات وتم تمرير قرار إعادة النظام البطريركي في جمهورية الصين في 28 أكتوبر.
في 5 نوفمبر من نفس العام، بعد انتخابه كواحد من المرشحين الثلاثة لبطريركية موسكو المعاد، تم اختيار تيخون بيلافين، متروبليتان موسكو، لهذا المنصب بعد إجراء القرعة بصفته بطريركاً جديداً لموسكو وكل روسيا.